# Nikolaos Gyzis
Nikolaos Gyzis en griego: Νικόλαος Γύζης (pronunciado /jíʑiɕ/); Tinos, 1 de marzo de 1842 - Múnich, 4 de enero de 1901) fue un pintor griego del siglo XIX, en la cabeza de la llamada ‘escuela de Múnich’.
Su familia se estableció en Atenas en 1850, donde ingresó en la Escuela de Bellas Artes de Atenas. En 1865 fue becado para la Academia de Bellas Artes de Múnich, donde se estableció para el resto de su vida, adaptando su obra al ámbito cultural alemán, como en las pinturas Noticias de Victoria en 1871, sobre la guerra franco-prusiana o en Apotheosis i Thriamvos tis Vavarias. Desde 1886 fue profesor en la referida academia muniquesa. En la década de 1870 regresó a Grecia por un período de varios años, pintando temas griegos, como el Carnaval de Atenas y el Arravoniasmata.
Una de sus pinturas The Secret School era mostrada en el reverso del billete de 200 dracmas de 1996 a 2001. Su obra más conocida es Eros y el Pintor, subastada en mayo de 2006 en Bonhams, Londres, y habiendo sido exhibida por última vez en Grecia en 1928.

Guerrero Oriental (1842)
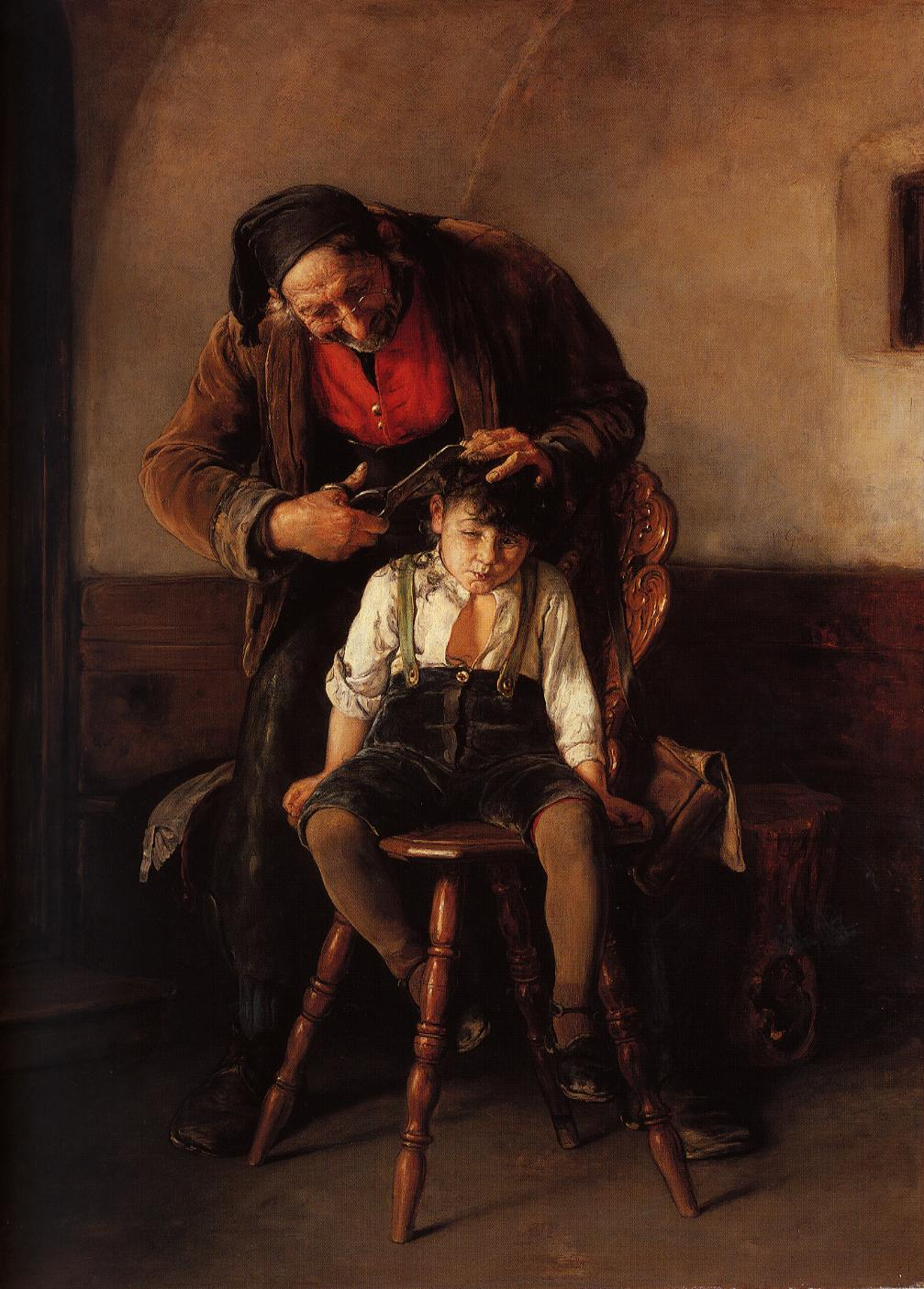
El Barbero (1880)
Aprendiendo de memoria (1883)
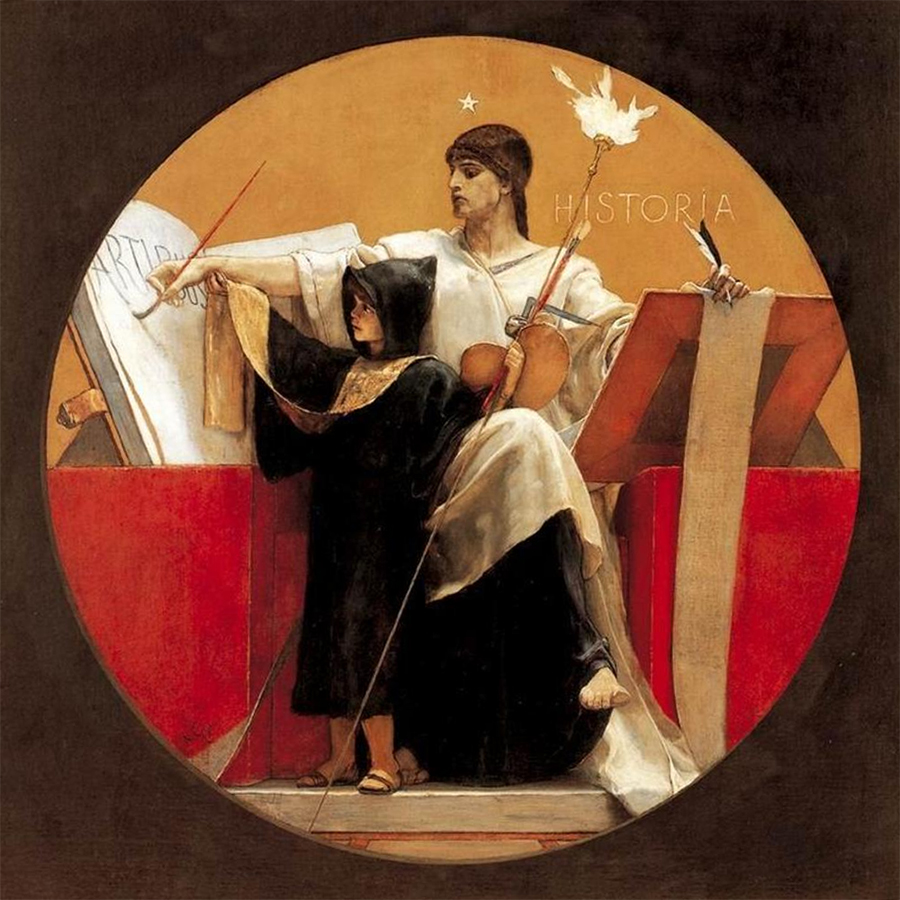
Ηistoria (Alegoría de una Historia) (1892)
La Gloria de Psara (1898)